# Maria Faubel Portolés
Maria Faubel Portolés (Llíria, 1993) és una cantautora valenciana.

## Els inicis
Va estudiar percussió i piano a la Unió Musical de Llíria i al Conservatori Professional de Música de Llíria, on va obtenint el Premi Extraordinari Fi de Grau Professional i el Premi Extraordinari Autonòmic de Música (2011). Va fer el grau superior de percussió al Conservatori Superior de música Joaquín Rodrigo de València, on obté el Premi Extraordinari Final de Carrera.
Seguidament va fer el Màster en Especialització Musical a la Hochschule für Musik de Detmold (Alemanya) on treu les màximes qualificacions i s’especialitza en la composició per a instruments de percussió.

## Carrera musical
En desembre del 2015 va compondre, produir i gravar el seu primer àlbum titulat Silenci ensordidor. El va presentar al seu poble natal en la Sala d’Assajos de la Unió el maig del 2016. La cançó que dona títol al disc es presenta com un crit contra la violència de gènere.
El març del 2021, en plena pandèmia, va publicar un nou single titulat Alcem la veu, que parla de la reivindicació de la dona. Segons les cantant, «Alcem la veu és més que una cançó, és un projecte educatiu», ja que el projecte va sorgir d’una proposta que li van fer els seus companys de departament de Música a l'IES Berenguer Dalmau de Catarroja, del qual és professora. En la presentació de la cançó hi participaren 180 alumnes.
Maria Faubel es presenta fidel al gènere musical de la cançó d’autor. Les seues lletres tracten des de temes socials d’actualitat fins a temes reflexius sobre les relacions personals. Amb cordes, tecles i la seua pròpia veu, Faubel presenta un repertori íntim i plural. El 21 d'octubre del 2022 va participar al Mural Sonor d’Acció Cultural del País Valencià cantant el tema de Joan Amèric Perquè soc poble amb altres artistes del panorama musical com en el disc de Pell de Borja Penalba i Mireia Vives.
El 13 d'octubre del 2023, Maria Faubel, va presentar un nou single anomenat Ítaca.

## Discografia
- Silenci ensordidor (2015)